# Calbas
Calbas is een wijk van Alto Vista in de regio Noord van Aruba.